# Simona Halep
Simona Halep (Constanţa, 27 de setembre de 1991) és una tennista professional romanesa. Va esdevenir número 1 del rànquing individual femení l'any 2017. Va guanyar el títol júnior del Roland Garros l'any 2008 i en categoria sènior va aconseguir-lo deu anys després (2018). També va guanyar a Wimbledon (2019), i prèviament havia estat finalista de Grand Slams en tres ocasions abans del primer títol. Ha guanyat un total de vint títols individuals i un de dobles.
És famosa pel seu agressiu estil de joc. Destaca que els seus tres primers títols individuals els va aconseguir en cinc setmanes, i els dos primers en dues setmanes consecutives i en superfícies tan diferents com terra batuda i gespa. L'any 2013 va guanyar els seus primers sis títols individuals, fita que només havia aconseguit Steffi Graf l'any 1986 quan en va guanyar 7.
Fou guardonada amb la distinció de ciutadà honorífic (Cetățean de onoare) de la ciutat de Bucarest (2018).

## Biografia
Halep va néixer a Constanța filla de Stere i Tania Halep, una família d'ascendència aromanesa. Va començar a jugar a tennis amb quatre anys seguint els passos del seu germà gran, Nicolae.
La seva mànager durant molts anys fou l'extennista més important del seu país, Virginia Ruzici.
El 15 de setembre de 2021 es va casar amb l'empresari romanès Gabriel Iuruc, però un any després va anunciar el seu divorci.

## Torneigs de Grand Slam

### Individual: 5 (2−3)
| Resultat   | Núm. | Any  | Torneig           | Oponent            | Marcador         |
| ---------- | ---- | ---- | ----------------- | ------------------ | ---------------- |
| Finalista  | 1.   | 2014 | Roland Garros     | Maria Xaràpova     | 4−6, 7−6(5), 4−6 |
| Finalista  | 2.   | 2017 | Roland Garros (2) | Jelena Ostapenko   | 6−4, 4−6, 3−6    |
| Finalista  | 3.   | 2018 | Open d'Austràlia  | Caroline Wozniacki | 6−7(2), 6−3, 4−6 |
| Guanyadora | 1.   | 2018 | Roland Garros     | Sloane Stephens    | 3−6, 6−4, 6−1    |
| Guanyadora | 2.   | 2019 | Wimbledon         | Serena Williams    | 6−2, 6−2         |

## Carrera esportiva
Halep va començar a jugar a tennis a l'edat de quatre anys seguint l'exemple del seu germà gran.
Va començar a disputar torneigs en categoria júnior el 2008. Va arribar a la final a Nottinghill i a quarts de final a l'Open d'Austràlia. Va guanyar el seu primer torneig ITF a Bucarest i seguidament també va vèncer el Trofeu Boniglio. El primer gran èxit de la seva carrera fou el títol junior del Roland Garros després de guanyar a la seva compatriota Elena Bogdan en tres sets.

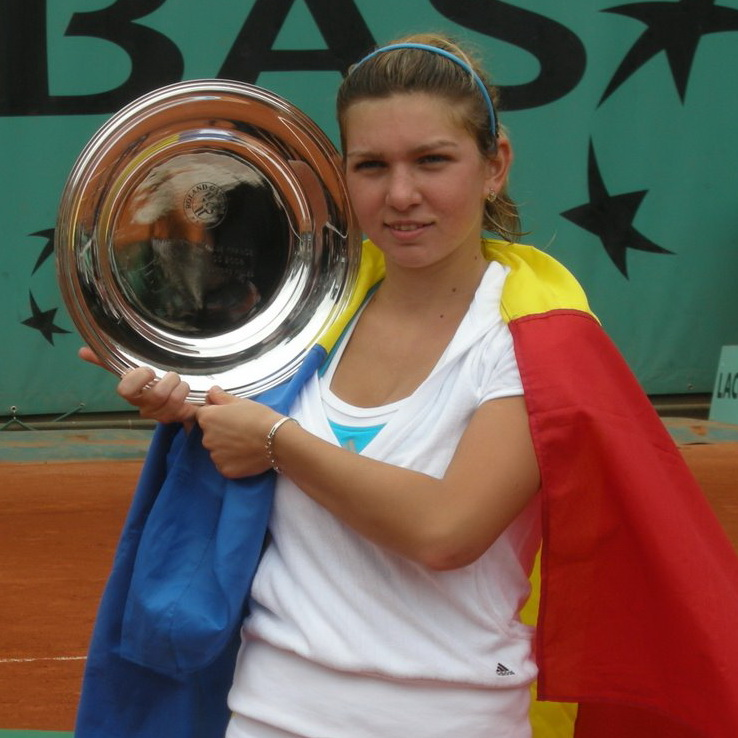
Halep celebrant el títol júnior de Roland Garros (2008).

El 2009 va arribar a la final de Makarska i va intentar entrar en el Roland Garros senior però va perdre a la segona ronda de la qualificació. L'agost va vèncer a Maribor davant la primera cap de sèrie. A finals d'any es va realitzar una mamoplàstia reductiva per millorar la seva comoditat en la pràctica del tennis i incrementar el seu rendiment.

### Ascens a les 50 millors (2010−2012)
L'any 2010 va intentar entrar a l'Open d'Austràlia però va perdre durant la qualificació. El punt d'inflexió de la seva carrera es va produir en el torneig de Marbella, quan des de la fase de qualificació va arribar quarts de final perdent davant Flavia Pennetta, que posteriorment es fou la vencedora. Seguidament també va entrar en el quadre de final de Barcelona i va continuar la seva evolució sent finalista al torneig de Fes. Des de la fase prèvia va arribar a la final perdent amb Iveta Benesova en dos sets. Posteriorment va superar les rondes de classificació del Roland Garros i va participar en el quadre del seu primer Grand Slam, però va perdre a primera ronda. Tot i no poder superar la qualificació per Wimbledon, va entrar directament al quadre principal de l'Open dels Estats Units. Allà va perdre en tres sets a primera ronda, oposant molta resistència a la quarta cap de sèrie, Jelena Jankovic.
Durant el 2011 va seguir progressant el seu tennis, millorant els bons resultats i alhora pujar en el rànquing individual. A Open d'Austràlia superar per primera vegada una ronda en un Grand Slam, arribant així fins a tercera ronda després de perdre amb Agnieszka Radwańska, dotzena cap de sèrie. A Fes va tornar a repetir l'èxit de l'edició anterior, sent finalista novament després de perdre amb la italiana Alberta Brianti. Al Roland Garros va perdre fàcilment a segona ronda davant Samantha Stosur, vuitena cap de sèrie, i en la seva primera participació a Wimbledon també va perdre a segona ronda contra Serena Williams. En el torneig del seu país, Bucarest, Halep va arribar a semifinals però sou sorpresa per Laura Pous Tió. A l'estiu va aconseguir la seva primera victòria contra una tennista del Top 20, Svetlana Kuznetsova a Toronto, i en el US Open va aconseguir la primera victòria contra una tennista del Top 10, concretament va superar a Li Na en primera ronda, però va caure en segona.
En el 2012 va arribar a quarts de final de Hobart però va perdre en primera ronda de l'Open d'Austràlia. També va avançar fins tercera ronda a Indian Wells i Miami, i fou semifinalista a Fes. Un nou pas en la seva progressió es produí a Brussel·les, on fou finalista d'un torneig de categoria Premier, però fou vençuda per la principal cap de sèrie, Radwańska. Malauradament, aquesta evolució no es va reflectir en la resta de Grand Slams, on va caure en primera i segona ronda. Igualment, els resultats aconseguits li van permetre acabar la temporada en la posició 47 del rànquing individual.

### Top 5 (2013−2016)

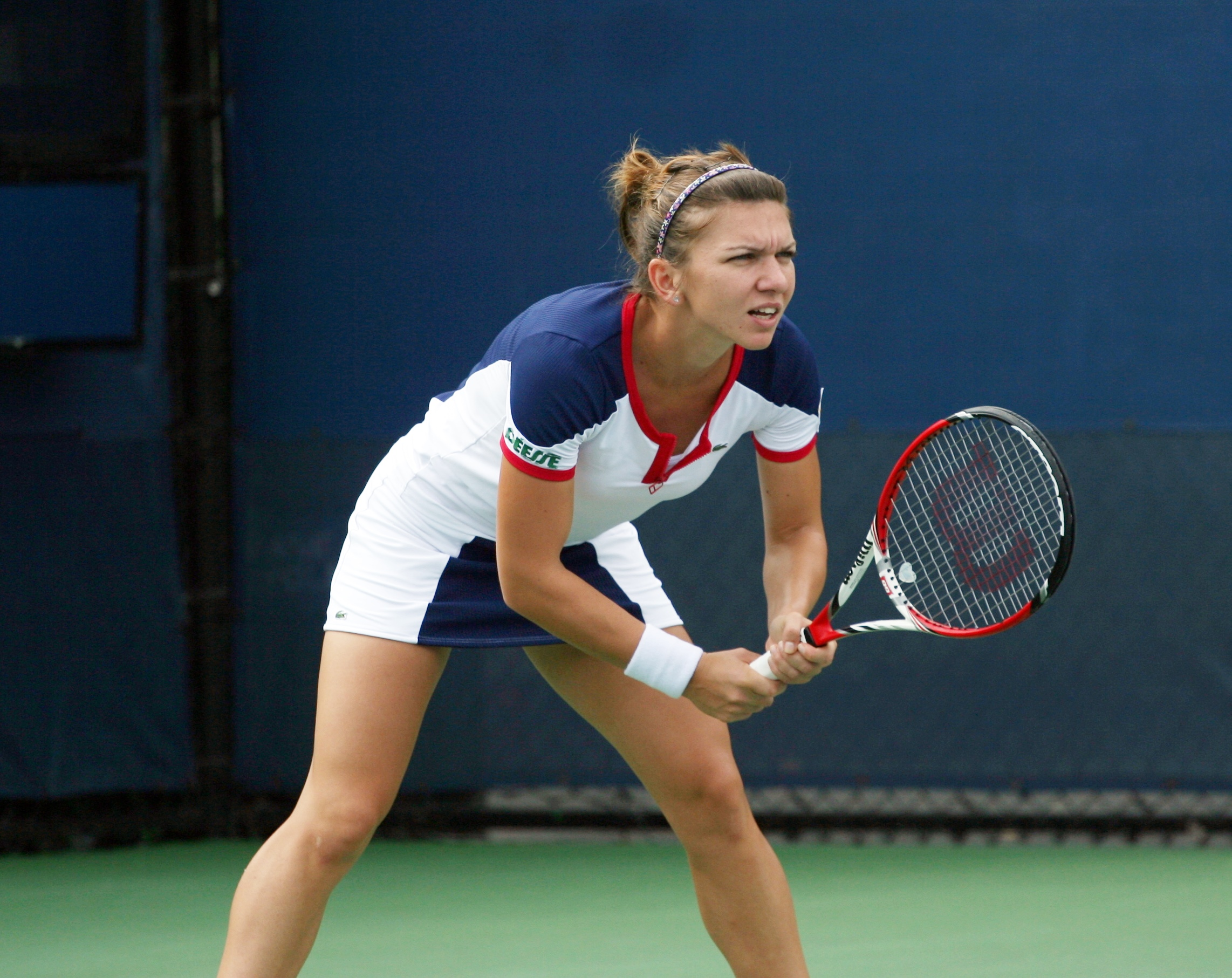
Halep al US Open (2013).

La temporada 2013 no va començar de forma positiva amb tres derrotes en els tres primers torneigs, entre ells l'Open d'Austràlia. El primer gran resultat de l'any es produí a Roma, on va guanyar tres tennistes importants, entre elles la número 4 Radwańska, i va caure en semifinals davant la número 1 Serena Williams. En declaracions posteriors va explicar que aquesta actuació va canviar la seva mentalitat a la pista, ja que per fi va aconseguir gaudir realment i jugar sense pressió. Malgrat que en el Roland Garros va caure també en primera ronda, a continuació va començar un punt d'inflexió realment en la seva carrera per esdevenir una de les millors tennistes del món. A Nuremberg va guanyar el primer títol individual de la seva carrera superant a Andrea Petkovic. La setmana següent, a 's-Hertogenbosch va guanyar el segon títol davant Kirsten Flipkens. Així doncs, els dos primers títols del seu palmarès els va aconseguir en dues setmanes consecutives i en dues superfícies tan oposades com la terra batuda i gespa respectivament. A Wimbledon va caure en segona ronda davant una de les favorites, Li Na, però suficient per entrar al Top 30 per primera vegada. A continuació va guanyar el seu tercer títol de l'any a Budapest, derrotant a Yvonne Meusburger en la final. A l'estiu va triomfar a New Haven superant a Petra Kvitová, aconseguint així el primer títol de categoria Premier del seu palmarès. Va encarar el US Open ja dins el Top 20, i per primera vegada va disputar la quarta ronda d'un Grand Slam, però fou vençuda per Flavia Pennetta. Abans d'acabar la temporada va guanyar el cinquè títol i també de categoria Premier a Moscou contra Samantha Stosur. Gràcies al seu palmarès es va classificar per disputar el WTA Tournament of Champions enduent-se el sisè títol de l'any, novament davant Stosur. Fou la segona tennista en nombre de títols per darrere la número 1 Serena Williams, i l'única en guanyar un títol en cada superfície: terra batuda, gespa, dura i dura interior. Les 50 victòries aconseguides per 17 derrotes li van permetre escalar fins a l'onzena posició del rànquing individual a final de temporada, i ser reconeguda amb el premi de tennista revelació de l'any per la WTA.

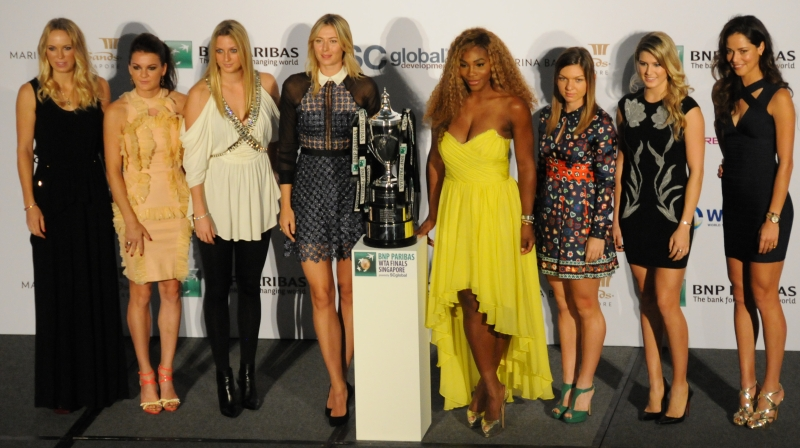
Halep (tercera per la dreta) entre les participants del WTA Finals (2014).

Va començar l'any 2014 a Sydney però va caure tot just en el primer partit. A continuació ja va entrar directament a l'Open d'Austràlia i es va classificar per primera vegada pels quarts de final d'un Grand Slam, però fou superada per l'eventual finalista Dominika Cibulkova. Això fou suficient per entrar al Top 10 per primera vegada en la seva carrera, tot just la quarta tennista romanesa en aconseguir aquest fet després de Mariana Simionescu, Virginia Ruzici i Irina Spîrlea. Just després va anunciar la contractació de Wim Fissette, que havia treballat amb Kim Clijsters i Sabine Lisicki anteriorment. El següent torneig que va disputar fou a Doha, on després de vèncer a Angelique Kerber en la final va aconseguir el títol més important fins al moment. Amb aquest títol va escalar fins al 5è lloc del rànquing individual, esdevenint la tennista romanesa amb millor rànquing de la història de la WTA. Seguint amb la seva evolució, es va classificar per la final de Madrid, torneig de categoria Premier Mandatory, però malgrat guanyar el primer set fou derrotada per Maria Xaràpova. En el Roland Garros va demostrar força superioritat en les primeres rondes classificant-se també pels quarts de final, però va millorar els seus resultats classificant-se per la seva primera final de Grand Slam després de derrotar Svetlana Kuznetsova i Andrea Petkovic. Des de 1997 que una tennista (Martina Hingis) no es classificava per la seva primera final de Grand Slam sense haver cedit un sol set. Assegurat el número 3 del rànquing, va caure novament contra Xaràpova en la final. A Wimbledon va avançar les primeres rondes sense gaires dificultats i es classificà per les semifinals d'aquest torneig per primera vegada. Allà va coincidir amb una de les noves promeses del tennis com ella, Eugenie Bouchard, però va perdre en dos sets. A continuació va retornar al seu país per disputar l'edició inaugural del torneig de Bucarest, on es va imposar amb claredat a Roberta Vinci per aconseguir el segon títol de l'any. L'agost va escalar fins a la segona posició del rànquing superant a Li Na. A Cincinnati va avançar fins als quarts de final, on tornà a coincidir amb Xaràpova, que la va superar per tercera ocasió aquest any. Al US Open, on fou segona cap de sèrie, fou sorpresa en tercera ronda per Mirjana Lučić-Baroni. Posteriorment va jugar a Pequín però es retirà a quarts de final. Es va classificar per primera vegada pels WTA Finals. Va debutar amb una victòria sobre Bouchard i a continuació va escombrar de la pista la número 1 del rànquing, Serena Williams, que va igualar el seu pitjor resultat de la seva carrera (només va guanyar dos jocs) des del 1998 quan tenia només 16 anys. Amb la primera posició del grup assegurada, va perdre el tercer partit contra Ana Ivanović en tres sets. En semifinals va superar a Radwańska amb claredat i en la final va tornar a coincidir amb Serena Williams. Paradoxalment, Williams hauria quedat eliminada en la fase de grups si Halep hagués perdut en dos sets contra Ivanović, i en la final, Williams es va venjar amb un resultat semblant. Malgrat haver aconseguit menys títols (2), i també menys victòries que l'any anterior, 46 per 16 derrotes, el fet d'haver-les aconseguit en torneigs de categoria més important, li van permetre acabar la temporada en el tercer lloc del rànquing individual. Per sorpresa va anunciar la separació amb Wim Fissette com a entrenador quan tot just portaven junts un any, substituint-los per Victor Ioniță com a entrenador i Thomas Högstedt com a consultor.

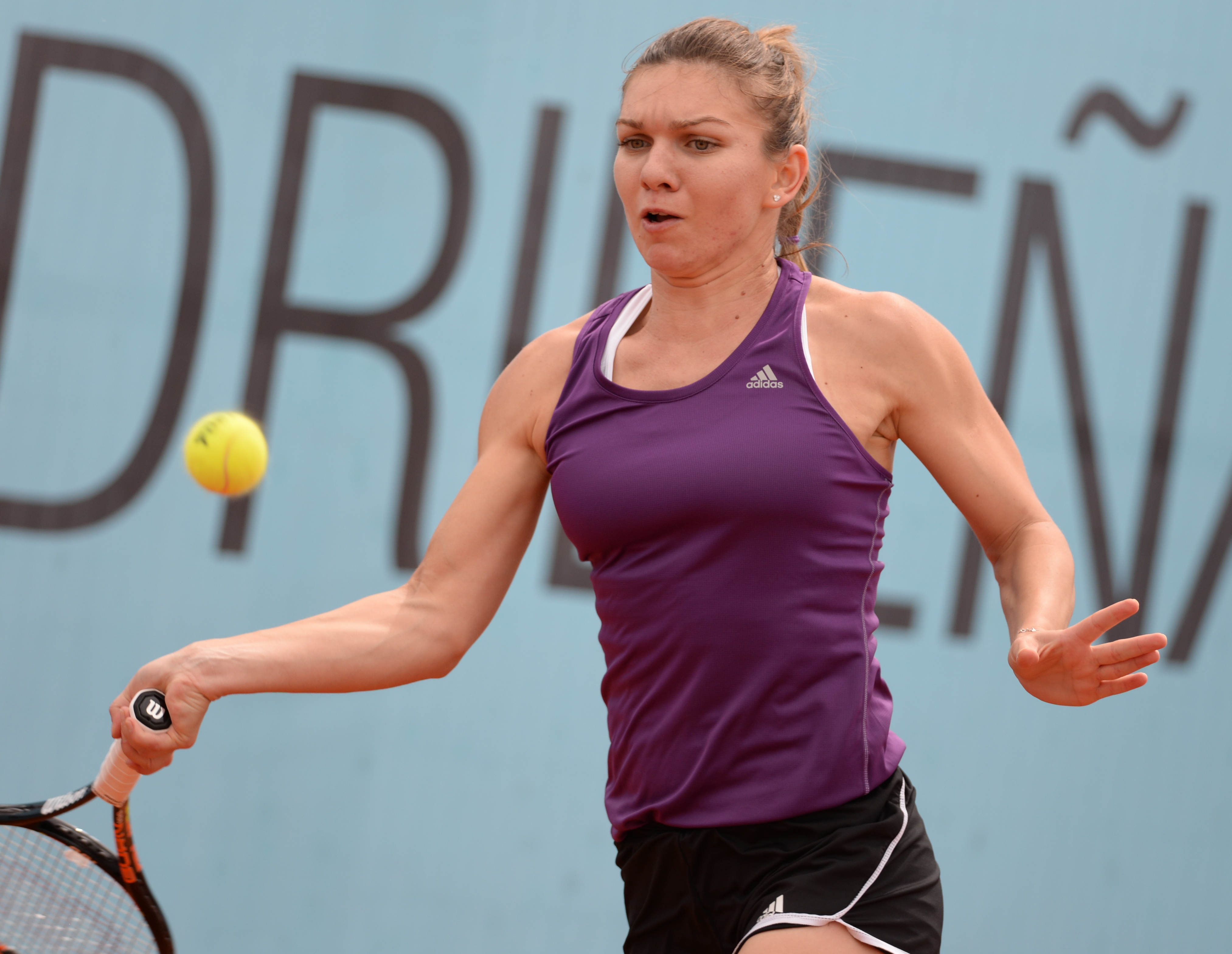
Halep a Madrid (2015).

Va iniciar el 2015 amb gran estat de forma, ja que va imposar-se a Shenzhen a Timea Bacsinszky. Va renunciar a Sydney per malaltia i llavors va entrar a l'Open d'Austràlia. Va igualar el resultat de l'edició prèvia arribant a quarts de final, en aquesta ocasió eliminada per Iekaterina Makàrova. Els bons resultats van continuar a Dubai, on es va venjar de Makàrova en quarts de final i va superar Karolína Plíšková en la final. Va descansar les següents setmanes per tornar a Indian Wells, on aconseguí el tercer títol de l'any després de derrotar a Jelena Janković, el títol més important de la seva carrera. A Miami va arribar a les semifinals però no va poder vèncer la número 1 Serena Williams. Seguidament va començar els torneigs sobre terra batuda a Stuttgart, on també va ser semifinalista en caure davant Caroline Wozniacki. La gran temporada li va permetre escalar fins al segon lloc del rànquing individual, però a continuació fou sorpresa en primera ronda de Madrid. Es va refer a Roma on fou semifinalista després de caure enfront Carla Suárez Navarro. Al Roland Garros era una de les principals candidates després dels bons resultats aconseguits i ser finalista en l'edició anterior, però fou sorpresa tot just en segona ronda per Mirjana Lučić-Baroni. Sobre gespa, els seus resultats no van ser gaire fructífers, ja que va caure en quarts de final a Birmingham i en primera ronda de Wimbledon. Després d'aquesta derrota influenciada per dolors al peu, Halep va descansar durant unes setmanes per recuperar-se. A Toronto va recuperar el bon joc classificant-se per la final, però ja en el tercer set es va retirar per una lesió a la cama cedint davant Belinda Bencic. A Cincinnati també fou finalista en ser derrotada per Williams. Aquests prometedors resultats la van impulsar fins al segon lloc del rànquing novament, i es va classificar per les WTA Finals. En el US Open va millorar el seu millor resultat en aquest torneig classificant-se per les semifinals, però va ser vençuda per Pennetta, campiona final del Grand Slam. En aquest torneig va disputar per primera vegada en categoria de dobles mixts junt al seu compatriota Horia Tecău, van guanyar dos partits i van renunciar en quarts de final. A la tardor va disputar els torneigs de Canton i Wuhan, caient en quarts de final i tercera ronda respectivament. A Pequín es va retirar en el primer partit a causa d'una lesió. A les WTA Finals era la principal cap de sèrie a causa de la renúncia de Williams, allà va superar Pennetta però va caure davant Xaràpova i Radwańska, no podent classificar-se per les semifinals. Igualment va poder mantenir el segon lloc del rànquing aconseguint el seu millor resultat a final de temporada, això gràcies als tres títols de l'any i una marca de 40 victòries per només 10 derrotes. Finalitzada la temporada va anunciar la contractació de Darren Cahill com a entrenador de manera definitiva.

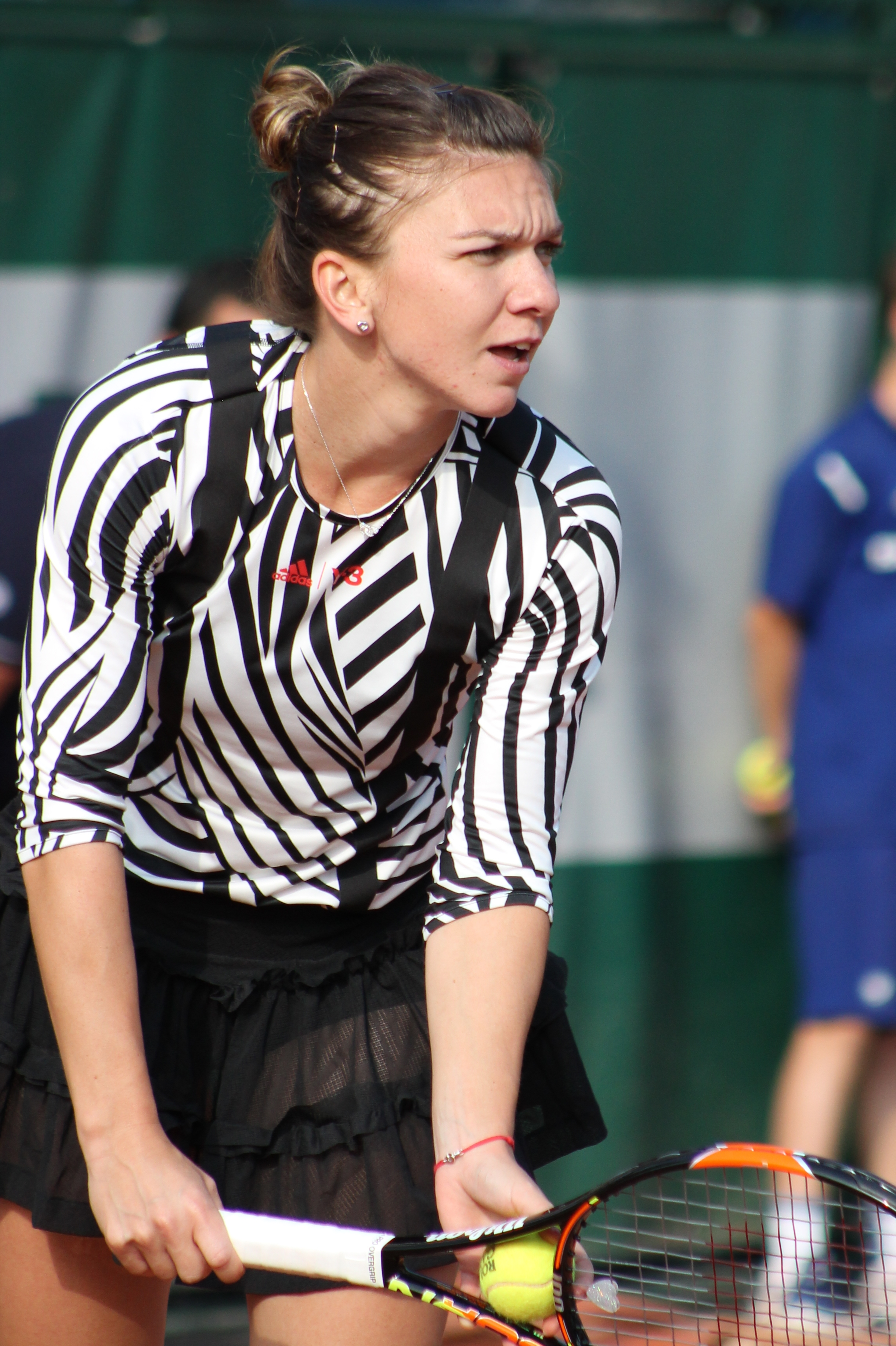
Halep al Roland Garros (2016).

Per problemes físics va preferir començar la temporada 2016 al Sydney i ho va fer arribant a semifinals després de ser vençuda per Kuznetsova. A l'Open d'Austràlia partia com a segona cap de sèrie per fou sorpresa en primera ronda per Zhang Shuai, que tot just guanyava el seu primer partit en un Grand Slam. Després va assenyalar que tenia problemes de respiració i que s'havia d'operar el nas per solucionar-ho. Tenia previst renunciar als propers torneigs però va preferir ajornar la intervenció quirúrgica per jugar l'eliminatòria de Fed Cup davant la República Txeca. Va disputar dos partits individuals amb una derrota i una victòria, però no fou suficient per superar l'eliminatòria. Tornava a tenir bones sensacions i va continuar al circuit però va perdre en les primeres rondes de Dubai i Doha, caient al 5è lloc del rànquing individual. A Indian Wells, on defensava títol, va recuperar bones sensacions fins a caure en quarts de final davant la número 1, Serena Williams. A Miami també va caure a quarts de final enfront Bacsinszky. En l'eliminatòria de Fed Cup també va aconseguir una victòria i una derrota davant l'equip alemany, i no van poder mantenir-se al Grup Mundial. Després de la greu derrota en el primer partit de Stuttgart on només va guanyar tres jocs davant Laura Siegemund, es va refer aconseguint el primer títol de l'any a Madrid, segon títol Premier Mandatory del seu palmarès. A Roma va caure en el primer partit davant Daria Gavrilova, mentre que en el Roland Garros només va poder arribar a quarta ronda en ser derrotada per Samantha Stosur. No va poder preparar correctament els torneigs sobre gespa per una lesió i a Wimbledon va arribar a quarts de final superada per Kerber. A l'estiu es van disputar al Jocs Olímpics de Rio de Janeiro però Halep hi va renunciar preocupada per possible infecció del Virus del Zika, molt present al Brasil en aquella època. Els resultats durant aquestes setmanes van ser excepcionals, ja que es va imposar a Anastasija Sevastova en la final de Bucarest, que guanyava per segona vegada, i a Madison Keys en la final de Mont-real. En dobles també va disputar la final amb la seva compatriota Monica Niculescu però no es van poder imposar. A Cincinnati va arribar a les semifinals derrotada per Kerber. En el US Open no va tenir tanta sort, ja que va avançar rondes fins a trobar-se a Serena Williams en quarts de final, que no va poder superar malgrat forçar els tres sets. Ja a la tardor, fou semifinalista a Wuhan en ser derrotada per Kvitová, en canvi a Pequín fou sorpresa per Zhang Shuai en tercera ronda. Finalment disputà les WTA Finals amb victòria sobre Keys però derrota davant Kerber i Cibulková en la fase inicial. No va sortir beneficiada en el triple empat a una victòria i va quedar eliminada en aquesta fase. Acabà l'any amb tres títols en tres finals disputades, dos d'ells importants però sense èxit en els Grand Slams, i en la quarta posició del rànquing. En dobles disputà la seva primera final del circuit WTA.

### Número 1 mundial (2017−2020)

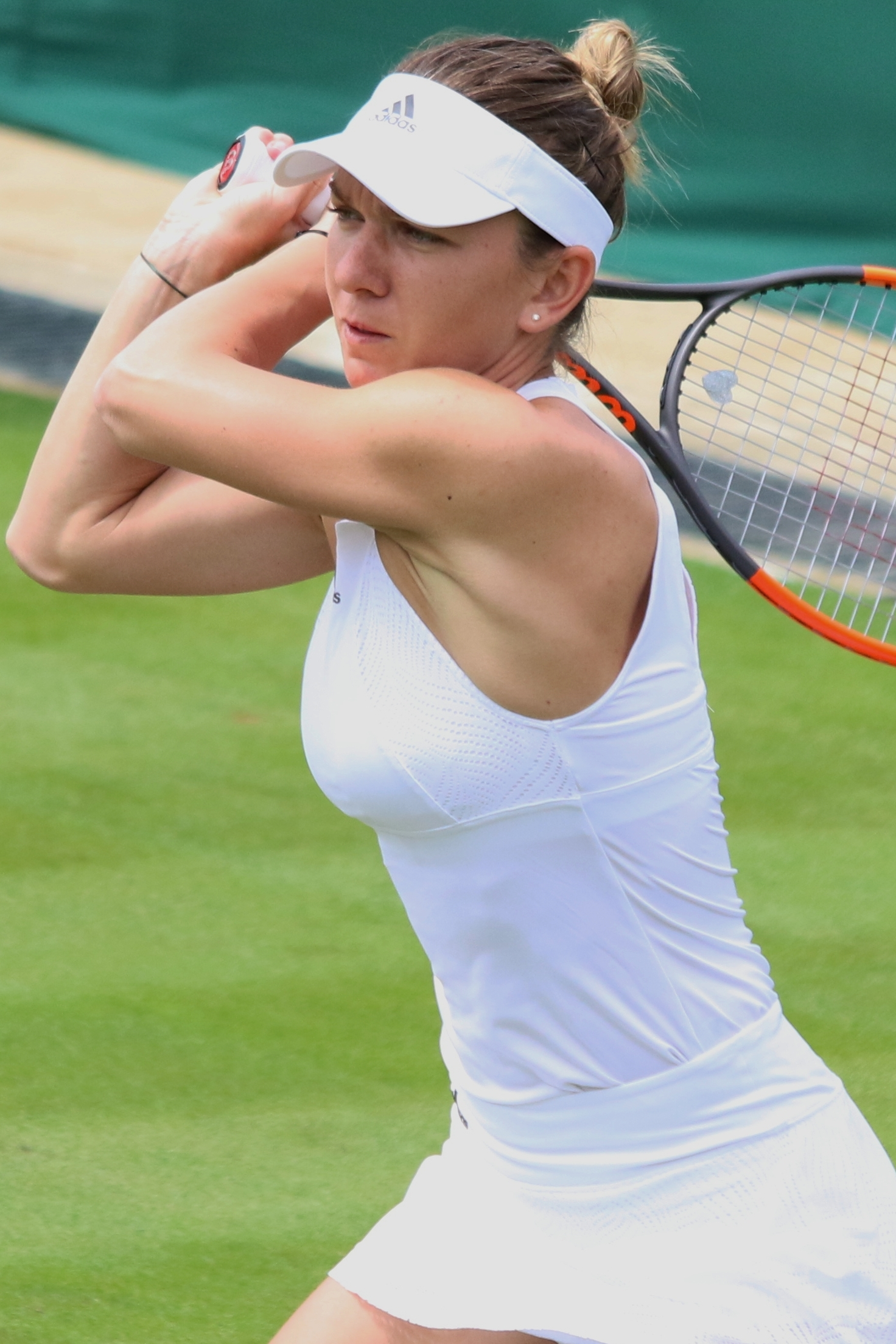
Halep a Wimbledon (2017).

La temporada 2017 va començar amb molts problemes, ja que a Shenzhen fou superada per Kateřina Siniaková en segona ronda i a l'Open d'Austràlia ja en el primer partit per Shelby Rogers. El següent torneig fou a Sant Petersburg, però s'hagué de retirar a quarts de final per problemes al turmell esquerre, motiu pel qual es va perdre el partit de Copa Federació amb Romania. Retornà a Indian Wells però només va arribar a tercera ronda després de cedir davant Kristina Mladenovic, i a Miami fou derrotada per Johanna Konta en quarts de final. A continuació va disputar la Copa Federació contra el Regne Unit, guanyant els dos partits individuals contra Heather Watson i revenjar-se de Konta. Els primers bons resultats van coincidir amb els torneig de terra batuda, ja que va arribar a semifinals de Stuttgart superada per Laura Siegemund. A Madrid va reeditar el títol davant Mladenovic, aconseguint el primer de la temporada. A continuació va classificar-se també per la final de Roma però en aquesta ocasió fou derrotada per Elina Svitòlina. Arribà al Roland Garros com una de les favorites i no va decebre en els seus resultats. Es va venjar de Svitòlina en quarts de final quan tenia el partit gairebé perdut i va derrotar a Plíšková en semifinals per disputar la seva segona final de Grand Slam, ambdues al Roland Garros. En la final ho tenia tot a favor, ja que s'enfrontava a la jove Jeļena Ostapenko, finalista d'un Grand Slam i que encara no havia guanyat cap títol en el seu palmarès. Malauradament no va superar la tennista letona, però va recuperar el número 2 del rànquing quedant-se a les portes del número 1. En els torneigs sobre gespa seguia tenint opcions de conquerir el número 1 però va ser derrotada en quarts de final de Eastbourne per Wozniacki i Wimbledon per Konta. La setmana següent podia haver disputat el torneig de Bucarest al seu país, on el títol li assegurava el número 1, però va decidir no precipitar-se i preparar correctament els torneigs de pista dura. A l'estiu va començar arribant a quarts de final de Washington DC cedint davant Makàrova, mentre que a Toronto va arribar a les semifinals caient enfront Svitòlina. A Cincinnati es va plantar a la final amb una nova opció d'accedir al número 1, però Garbiñe Muguruza li ho va impedir, restant només a cinc punts darrere Plíšková. Quan semblava que ho tenia a tocar, en el US Open va ser derrotada per Xaràpova tot just en primera ronda. A la tardor només va disputar dos torneigs més, a Wuhan fou sorpresa per Dària Kassàtkina en el primer partit, però es va refer sent finalista a Pequín, derrotada per Caroline Garcia. Malgrat caure en la final, fou suficient per accedir finalment al número 1 del rànquing individual, esdevenint la setena tennista en ser número 1 sense guanyar un títol de Grand Slam. Va tancar la temporada en les WTA Finals, on es va venjar de Garcia però va ser superada per Wozniacki i Svitòlina, impedint-li classificar-se per semifinals. Els també mal resultats de les altres contrincants li van permetre finalitzar la temporada com a número 1 però només per 40 punts d'avantatge. Tot i només guanyar un títol durant la temporada, va disputar quatre finals més, totes de grans torneigs, acumulant 45 victòries per 17 derrotes.

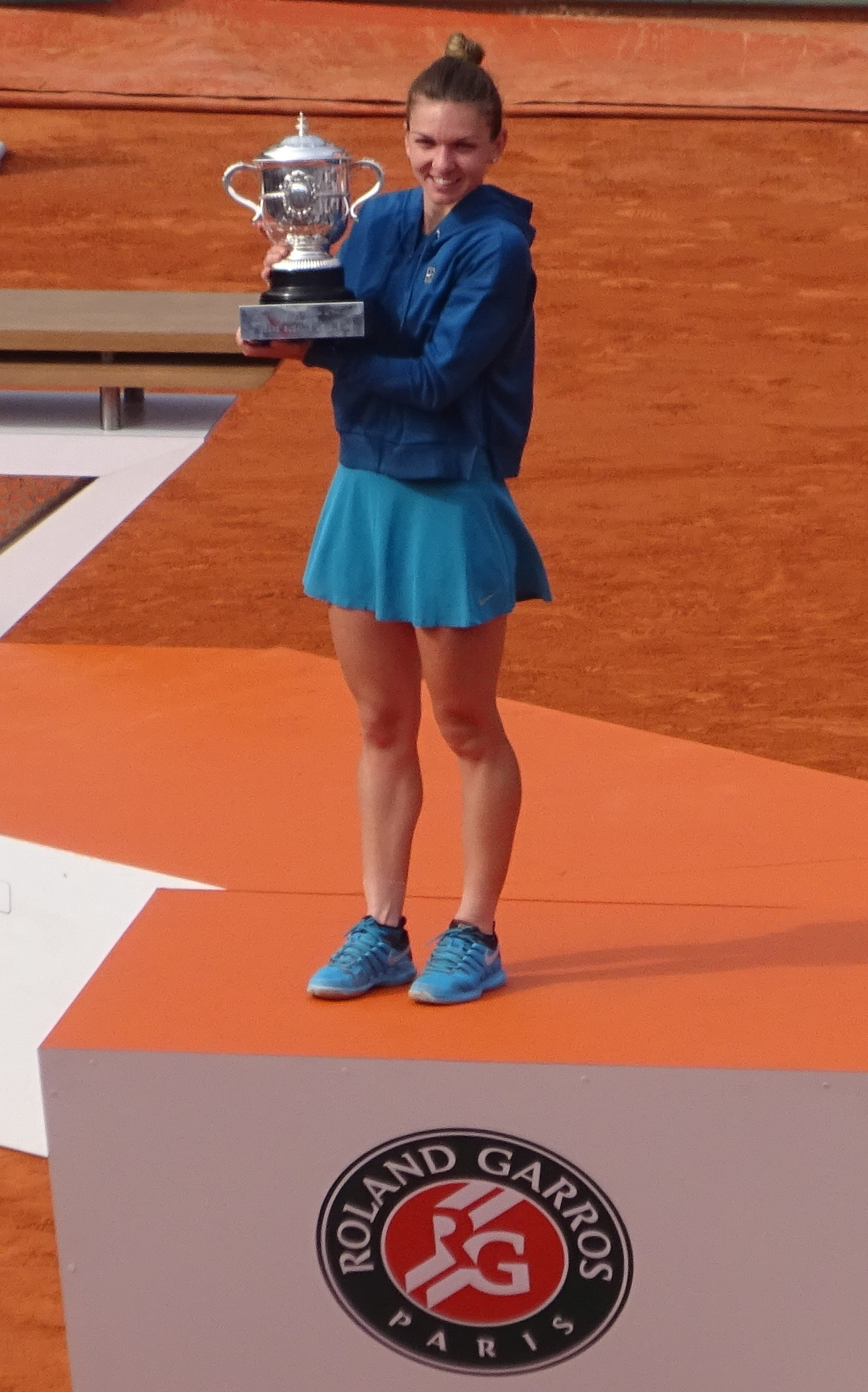
Halep celebrant el seu primer títol de Grand Slam (2018).

Va començar la temporada 2018 novament a Shenzhen on va guanyar el doblet, primer títol individual de la temporada i primer títol de dobles del seu palmarès, amb Irina-Camelia Begu com a parella. Aquest bon inici va tenir continuïtat a l'Open d'Austràlia. Malgrat haver de superar punts de partit en contra en tercera ronda contra Lauren Davis, que va durar 3:45 hores i va igualar el rècord de nombre de jocs disputats en un partit amb un total de 48, es va classificar per primer cop a la final d'aquest torneig. En la seva tercera final de Grand Slam, aquesta vegada davant Wozniacki, va patir una nova derrota. A banda del títol, Wozniacki també la va apartar del número 1 del rànquing individual. A continuació va participar en el torneig de Doha però va abandonar abans de semifinals per una lesió al peu dret, però igualment això li va permetre recuperar el número 1 un mes després. A Indian Wells també va arribar a semifinals, superada per Naomi Osaka, mentre que a Miami fou eliminada en tercera ronda per Radwańska. El primer partit sobre terra batuda fou en la Fed Cup contra Suïssa, en la qual va guanyar els dos partits individuals i van superar la primera ronda del Grup Mundial. A continuació va disputar els torneigs de Stuttgart i Madrid amb derrota en quarts de final davant CoCo Vandeweghe i Plíšková. En canvi, a Roma va avançar fins a la final en una repetició de l'edició anterior, i novament Svitòlina va reeditar el títol. Al Roland Garros i per segona temporada consecutiva es va plantar a la final, i finalment va guanyar el títol a la quarta final de Grand Slam que disputava després de derrotar Sloane Stephens. A continuació ja va entrar directament al torneig de 2018 sense disputar cap torneig previ de preparació, però fou eliminada en tercera ronda en mans de Hsieh Su-wei. Va descansar durant unes setmanes per tornar al circuit a Mont-real, on es va imposar a Stephens en la final per guanyar el tercer títol de l'any. La setmana següent va disputar el torneig de Cincinnati avançant també a la final, però en aquesta ocasió va ser superada per Kiki Bertens. Aquests bons resultats no es van reflectir en el US Open, on per sorpresa va ser derrotada per Kaia Kanepi tot just en primera ronda. A la tardor va patir diversos problemes físics que li van impedir rendir adequadament, va caure en primera ronda de Wuhan davant Cibulková i es va retirar en primera ronda a Pequín. Malgrat aquests mals resultats, va acumular suficients punts per assegurar-se el primer lloc del rànquing individual per segon any consecutiu, i va preferir no disputar les WTA Finals per precaució. En finalitzar l'any, Darren Cahill, el seu entrenador dels darrers tres anys, va decidir acabar amb la seva col·laboració per problemes familiars, de manera que va començar la següent temporada sense entrenador oficial.
Va recuperar-se a temps d'una lesió a l'esquena però l'inici de la temporada 2019 no va ser gaire positiu, va perdre a primera ronda de Sydney enfront Ashleigh Barty, i Serena Williams la va superar en quarta ronda de l'Open d'Austràlia. Aquests resultats van provocar la pèrdua del número 1 del rànquing individual. Es va refer amb l'eliminatòria de primera ronda de la Copa Federació, on van superar la República Txeca amb les seves dues victòries individuals, i l'equip romanès es va classificar per les semifinals d'aquesta competició des de 1973. Aquest resultat va tenir continuïtat sent finalista a Doha cedint enfront Elise Mertens. En canvi, a Dubai va caure en quarts de final davant Bencic, i Indian Wells en quarta ronda davant Markéta Vondroušová. Es va recuperar sent semifinalista a Miami, superada per Plíšková. En les semifinals de la Copa Federació, l'equip romanès no va poder superar l'equip francès malgrat les seves dues victòries individuals. Fou derrotada per Bertens en la final de Madrid, en canvi, a Roma fou superada novament per Vondroušová tot just en segona ronda. Al Roland Garros fou eliminada en quarts de final per Amanda Anisimova després de dues finals consecutives en aquest torneig, i va caure al vuitè lloc del rànquing. Sobre gespa va arribar als quarts de final de Eastbourne, i va sorprendre a Wimbledon classificant-se per la final. Va superar Serena Williams malgrat que només li havia guanyat un partit en deu enfrontaments fins aquell moment. Aquest fou el seu segon títol de Grand Slam i la primera tennista romanesa en guanyar a Wimbledon. Malgrat aquest gran èxit, la resta de temporada fou molt mediocre en quan a resultats, va arribar a quarts de final de Toronto en ser derrotada per Marie Bouzková, a tercera ronda de Cincinnati superada per Madison Keys, i només a segona ronda del US Open cedint enfront Taylor Townsend. La gira asiàtica no van millorar els resultats ja que va caure en tercera i segona ronda de Wuhan i Pequín enfront Ielena Ribàkina i Ekaterina Alexandrova respectivament. Va tancar la temporada en les WTA Finals, on va guanyar Bianca Andreescu però fou superada per Svitòlina i Plíšková, de manera que no va poder superar la fase inicial.
A l'inici de la temporada 2020 va caure en quarts de final d'Adelaida davant Arina Sabalenka, i en l'Open d'Austràlia va arribar a semifinals cedint enfront Muguruza. A Dubai va guanyar el vintè títol individual de la seva carrera després de superar Ribàkina en la final. Degut a la pandèmia de COVID-19 es va suspendre el calendari esportiu fins l'estiu, quan va tornar al circuit a Praga imposant-se a Mertens en la final. Va renunciar a jugar el US Open per seguretat i el següent torneig fou a Roma, on va derrotar a Plíšková en la final per aconseguir el tercer títol de la temporada. En el Roland Garros era la principal favorita però va caure en quarta ronda davant la jove Iga Swiatek, que fou la campiona finalment. Aquesta derrota i la reestructuració del rànquing, a causa de l'impacte de la pandèmia de COVID-19, van provocar que no pogués recuperar el número 1 del rànquing malgrat que Barty no va jugar cap partit des de la suspensió del calendari.

### Lesions, fora del Top 10 i dòping (2021−present)
Va iniciar la temporada 2021 a Melbourne arribant a quarts de final després de caure enfront Alexandrova. A l'Open d'Austràlia també va cedir en quarts de final però aquí davant Williams. A Miami es va retirar en segona ronda per una lesió a l'espatlla i va tornar a jugar poc després sobre terra batuda. A Stuttgart va arribar a semifinals derrotada per Sabalenka, i a Madrid va cedir enfront Mertens en tercera ronda. Una lesió als bessons de la cama esquerra va provar la seva retirada en el primer partit a Roma, i aquests dolors va provocar la seva renúncia a Roland Garros i Wimbledon, on defensava el títol. Aquesta pèrdua de punts van provocar la seva caiguda al 13è lloc del rànquing individual, abandonant el Top 10 per primer cop des de 2014 i posant fi a la seva ratxa de 373 setmanes consecutives entre les deu millors tennistes, la vuitena ratxa més llarga de la història de la WTA. Va tornar al circuit a l'estiu amb una derrota en primera ronda a Mont-real i una retirada en segona ronda a Cincinnati. Al US Open va avançar fins a la quarta ronda, on fou superada per Svitòlina. A final de temporada va disputar l'única final al nou torneig disputat a Cluj-Napoca, al seu país natal, però va ser derrotada per Anett Kontaveit. Va acabar la temporada en el vintè lloc del rànquing individual i no va guanyar cap títol per primera vegada des del 2012.
Va superar el mal any anterior en la primera setmana del 2022 amb un títol a Melbourne derrotant a Veronika Kudermétova en la final. En l'Open d'Austràlia va arribar a quarta ronda superada per Alizé Cornet. A continuació va arribar a semifinals de Dubai en caure en mans de Ostapenko, i a Doha va ser derrotada per Garcia en primera ronda. A continuació va arribar a semifinals d'Indian Wells vençuda per Swiatek. Halep va anunciar que Patrick Mouratoglou, que estava lliure després de la retirada de Serena Williams, a qui havia entrenat la darrera dècada. La seva temporada sobre terra batuda va ser molt decebedora amb derrotes en quarts de final de Madrid, en primera ronda de Roma i en segona ronda al Roland Garros, superada per Ons Jabeur, Cornet i Zheng Qinwen respectivament. Sobre gespa va aconseguir millors resultats ja que va arribar a semifinals de Birmingham derrotada per Beatriz Haddad Maia, va renunciar a Bad Homburg] per una lesió al coll, i a Wimbledon també va arribar a semifinals superada per Ribàkina. A Toronto es va classificar per disputar la final, i va vèncer Haddad Maia per guanyar el 24è títol individual del seu palmarès. Aquesta victòria li va permetre tornar a entrar al Top 10 del rànquing. A Cincinnati es va retirar en segona ronda per una lesió a la cuixa. En el US Open fou sorpresa per Daria Snigur tot just en primera ronda. A continuació va anunciar el punt final a la seva temporada per una intervenció quirúrgica al nas. A l'octubre es va anunciar un positiu de Halep per la substància prohibida roxadustat durant el US Open.

## Palmarès

### Individual: 42 (24−18)
| 2009 − 2020                                          | Després de 2021 |
| ---------------------------------------------------- | --------------- |
| Grand Slam (2−3)                                     |                 |
| WTA Finals (0−1)                                     |                 |
| WTA Tournament of Champions / WTA Elite Trophy (1−0) |                 |
| Premier Mandatory (3−3)                              | WTA 1000 (1−0)  |
| Premier 5 (5−5)                                      | WTA 1000 (1−0)  |
| Premier (3−3)                                        | WTA 500 (0−0)   |
| International (8−2)                                  | WTA 250 (1−1)   |

| Títols per superfície |
| --------------------- |
| Dura (13−9)           |
| Gespa (2−0)           |
| Terra batuda (9−9)    |

| Resultat   | Núm. | Data                   | Torneig                                  | Superfície   | Oponent              | Marcador                       |
| ---------- | ---- | ---------------------- | ---------------------------------------- | ------------ | -------------------- | ------------------------------ |
| Finalista  | 1.   | 1 de maig de 2010      | Fes, Marroc                              | Terra batuda | Iveta Benešová       | 4−6, 2−6                       |
| Finalista  | 2.   | 24 d'abril de 2011     | Fes (2)                                  | Terra batuda | Alberta Brianti      | 4−6, 3−6                       |
| Finalista  | 3.   | 26 de maig de 2012     | Brussel·les, Bèlgica                     | Terra batuda | Agnieszka Radwańska  | 5−7, 0−6                       |
| Guanyadora | 1.   | 15 de juny de 2013     | Nuremberg, Alemanya                      | Terra batuda | Andrea Petkovic      | 6−3, 6−3                       |
| Guanyadora | 2.   | 22 de juny de 2013     | 's-Hertogenbosch, Països Baixos          | Gespa        | Kirsten Flipkens     | 6−4, 6−2                       |
| Guanyadora | 3.   | 14 de juliol de 2013   | Budapest, Hongria                        | Terra batuda | Yvonne Meusburger    | 6−3, 6−7(7), 6−1               |
| Guanyadora | 4.   | 24 d'agost de 2013     | New Haven, Estats Units                  | Dura         | Petra Kvitová        | 6−2, 6−2                       |
| Guanyadora | 5.   | 20 d'octubre de 2013   | Moscou, Rússia                           | Dura (i)     | Samantha Stosur      | 7−6(2), 6−2                    |
| Guanyadora | 6.   | 3 de novembre de 2013  | Tournament of Champions, Sofia, Bulgària | Dura (i)     | Samantha Stosur      | 2−6, 6−2, 6−2                  |
| Guanyadora | 7.   | 16 de febrer de 2014   | Doha, Qatar                              | Dura         | Angelique Kerber     | 6−2, 6−3                       |
| Finalista  | 4.   | 11 de maig de 2014     | Madrid, Espanya                          | Terra batuda | Maria Xaràpova       | 1−6, 6−2, 6−3                  |
| Finalista  | 5.   | 7 de juny de 2014      | Roland Garros, França                    | Terra batuda | Maria Xaràpova       | 4−6, 7−6(5), 4−6               |
| Guanyadora | 8.   | 13 de juliol de 2014   | Bucarest, Romania                        | Terra batuda | Roberta Vinci        | 6−1, 6−3                       |
| Finalista  | 6.   | 26 d'octubre de 2014   | WTA Finals, Singapur                     | Dura (i)     | Serena Williams      | 3−6, 0−6                       |
| Guanyadora | 9.   | 10 de gener de 2015    | Shenzhen, Xina                           | Dura         | Timea Bacsinszky     | 6−2, 6−2                       |
| Guanyadora | 10.  | 21 de febrer de 2015   | Dubai, Emirats Àrabs Units               | Dura         | Karolína Plísková    | 6−4, 7−6(4)                    |
| Guanyadora | 11.  | 22 de març de 2015     | Indian Wells, Estats Units               | Dura         | Jelena Janković      | 2−6, 7−5, 6−4                  |
| Finalista  | 7.   | 16 d'agost de 2015     | Toronto, Canadà                          | Dura         | Belinda Bencic       | 6−7(5), 7−6(4), 0−3 i retirada |
| Finalista  | 8.   | 23 d'agost de 2015     | Cincinnati, Estats Units                 | Dura         | Serena Williams      | 3−6, 6−7(5)                    |
| Guanyadora | 12.  | 7 de maig de 2016      | Madrid                                   | Terra batuda | Dominika Cibulková   | 6−2, 6−4                       |
| Guanyadora | 13.  | 17 de juliol de 2016   | Bucarest (2)                             | Terra batuda | Anastasija Sevastova | 6−0, 6−0                       |
| Guanyadora | 14.  | 31 de juliol de 2016   | Mont-real                                | Dura         | Madison Keys         | 7−6(2), 6−3                    |
| Guanyadora | 15.  | 13 de maig de 2017     | Madrid (2)                               | Terra batuda | Kristina Mladenovic  | 7−5, 6−7(5), 6−2               |
| Finalista  | 9.   | 21 de maig de 2017     | Roma, Itàlia                             | Terra batuda | Elina Svitòlina      | 6−4, 5−7, 1−6                  |
| Finalista  | 10.  | 10 de juny de 2017     | Roland Garros (2)                        | Terra batuda | Jelena Ostapenko     | 6−4, 4−6, 3−6                  |
| Finalista  | 11.  | 20 d'agost de 2017     | Cincinnati (2)                           | Dura         | Garbiñe Muguruza     | 1−6, 0−6                       |
| Finalista  | 12.  | 8 d'octubre de 2017    | Pequín, Xina                             | Dura         | Caroline Garcia      | 4−6, 6−7(3)                    |
| Guanyadora | 16.  | 6 de gener de 2018     | Shenzhen (2)                             | Dura         | Kateřina Siniaková   | 6−1, 2−6, 6−0                  |
| Finalista  | 13.  | 27 de gener de 2018    | Open d'Austràlia, Austràlia              | Dura         | Caroline Wozniacki   | 6−7(2), 6−3, 4−6               |
| Finalista  | 14.  | 20 de maig de 2018     | Roma (2)                                 | Terra batuda | Elina Svitòlina      | 0−6, 4−6                       |
| Guanyadora | 17.  | 9 de juny de 2018      | Roland Garros                            | Terra batuda | Sloane Stephens      | 3−6, 6−4, 6−1                  |
| Guanyadora | 18.  | 13 d'agost de 2018     | Mont-real (2)                            | Dura         | Sloane Stephens      | 7−6(6), 3−6, 6−4               |
| Finalista  | 15.  | 19 d'agost de 2018     | Cincinnati (3)                           | Dura         | Kiki Bertens         | 6−2, 6−7(6), 2−6               |
| Finalista  | 16.  | 16 de febrer de 2019   | Doha                                     | Dura         | Elise Mertens        | 6−3, 4−6, 3−6                  |
| Finalista  | 17.  | 11 de maig de 2019     | Madrid (2)                               | Terra batuda | Kiki Bertens         | 4−6, 4−6                       |
| Guanyadora | 19.  | 14 de juliol de 2019   | Wimbledon, Regne Unit                    | Gespa        | Serena Williams      | 6−2, 6−2                       |
| Guanyadora | 20.  | 22 de febrer de 2020   | Dubai (2)                                | Dura         | Ielena Ribàkina      | 3−6, 6−3, 7−6(5)               |
| Guanyadora | 21.  | 16 d'agost de 2020     | Praga, República Txeca                   | Terra batuda | Elise Mertens        | 6−2, 7−5                       |
| Guanyadora | 22.  | 21 de setembre de 2020 | Roma                                     | Terra batuda | Karolína Plísková    | 0−6, 1−2, retirada             |
| Finalista  | 18.  | 31 d'octubre de 2021   | Cluj-Napoca, Romania                     | Dura (i)     | Anett Kontaveit      | 2−6, 3−6                       |
| Guanyadora | 23.  | 9 de gener de 2022     | Melbourne, Austràlia                     | Dura         | Veronika Kudermétova | 6−2, 6−3                       |
| Guanyadora | 24.  | 14 d'agost de 2022     | Toronto (3)                              | Dura         | Beatriz Haddad Maia  | 6−3, 2−6, 6−3                  |

#### Períodes com a número 1
| Núm. | Precedida per      | Dates                   | Succeïda per       | Setmanes | Acumulat |
| ---- | ------------------ | ----------------------- | ------------------ | -------- | -------- |
| 1.   | Garbiñe Muguruza   | 09/10/2017 − 27/01/2018 | Caroline Wozniacki | 16       | 16       |
| 2.   | Caroline Wozniacki | 26/02/2018 − 27/01/2019 | Naomi Osaka        | 48       | 64       |

### Dobles femenins: 2 (1−1)
| Llegenda                                  |
| ----------------------------------------- |
| Grand Slam (0−0)                          |
| WTA Tour Championships / WTA Finals (0−0) |
| Premier Mandatory (0−0)                   |
| Premier 5 (0−1)                           |
| Premier (0−0)                             |
| International (1−0)                       |

| Títols per superfície |
| --------------------- |
| Dura (1−1)            |
| Gespa (0−0)           |
| Terra batuda (0−0)    |

| Resultat   | Núm. | Data               | Torneig           | Superfície | Parella            | Oponents                              | Marcador         |
| ---------- | ---- | ------------------ | ----------------- | ---------- | ------------------ | ------------------------------------- | ---------------- |
| Finalista  | 1.   | 25 d'agost de 2016 | Mont-real, Canadà | Dura       | Monica Niculescu   | Ielena Vesninà Iekaterina Makàrova    | 3−6, 6−7(5)      |
| Guanyadora | 1.   | 6 de gener de 2018 | Shenzhen, Xina    | Dura       | Irina-Camelia Begu | Barbora Krejčíková Kateřina Siniaková | 1−6, 6−1, [10−8] |

## Trajectòria

### Individual
| Grand Slam |             |             |             |       |             |             |             |       |             |             |             |             |       |    |           |           |
| Open d'Austràlia | A           | Q1          | 3R          | 1R    | 1R          | QF          | QF          | 1R    | 1R          | F           | 4R          | SF          | QF    | 4R | 0 / 12    | 31 – 12   |
| Roland Garros | Q1          | 1R          | 2R          | 1R    | 1R          | F           | 2R          | 4R    | F           | G           | QF          | 4R          | A     | 2R | 1 / 12    | 32 – 11   |
| Wimbledon | A           | Q1          | 2R          | 1R    | 2R          | SF          | 1R          | QF    | QF          | 3R          | G           | NC          | A     | SF | 1 / 10    | 29 – 9    |
| US Open | A           | 1R          | 2R          | 2R    | 4R          | 3R          | SF          | QF    | 1R          | 1R          | 2R          | A           | 4R    | 1R | 0 / 12    | 20 – 12   |
| Victòries−Derrotes | 0−0         | 0−2         | 5−4         | 1−4   | 4−4         | 17−4        | 10−4        | 11−4  | 10−4        | 15−3        | 15−3        | 8−2         | 7−2   |    | 2 / 43    | 106 – 41  |
| Altres |             |             |             |       |             |             |             |       |             |             |             |             |       |    |           |           |
| Jocs Olímpics | No celebrat | No celebrat | No celebrat | 1R    | No celebrat | No celebrat | No celebrat | A     | No celebrat | No celebrat | No celebrat | No celebrat | A     | NC | 0 / 1     | 0 – 1     |
| WTA Finals | A           | A           | A           | A     | A           | F           | RR          | RR    | RR          | A           | RR          | NC          | A     |    | 0 / 5     | 7 – 10    |
| Tournament of Champions | A           | A           | A           | A     | G           | A           | A           | A     | A           | A           | A           | NC          | NC    |    | 1 / 1     | 5 – 0     |
| Estadístiques |             |             |             |       |             |             |             |       |             |             |             |             |       |    |           |           |
| Torneigs | 2           | 9           | 22          | 24    | 23          | 19          | 18          | 18    | 18          | 15          | 18          | 6           | 13    |    | 195       | 195       |
| Finals | 0           | 1           | 1           | 1     | 6           | 5           | 5           | 3     | 5           | 6           | 3           | 3           | 1     |    | 40        | 40        |
| Títols | 0           | 0           | 0           | 0     | 6           | 2           | 3           | 3     | 1           | 3           | 1           | 3           | 0     |    | 22        | 22        |
| Total Victòries−Derrotes | 2−2         | 7−9         | 16−22       | 23−24 | 50−17       | 46−16       | 49−17       | 45−18 | 45−17       | 46−11       | 43−17       | 23−3        | 24−10 |    | 425 – 182 | 425 – 182 |
| Rànquing a final d'any | 210         | 81          | 53          | 47    | 11          | 3           | 2           | 4     | 1           | 1           | 4           | 2           | 20    |    |           |           |
| Llegenda: G: Guanyadora; F: Finalista; SF: Semifinalista; QF: Quarts de final; Q: Qualificació; A: Absent; RR: Round Robin; |             |             |             |       |             |             |             |       |             |             |             |             |       |    |           |           |

### Dobles femenins
| Open d'Austràlia | 1R  | 1R  | 1R          | 1R          | A           | A   | A           | A           | A           | A           | 1R  | 1R | 0 / 6   | 0 – 6   |
| Roland Garros | 1R  | 2R  | 1R          | A           | A           | A   | A           | A           | A           | A           | A   |    | 0 / 3   | 1 – 2   |
| Wimbledon | 1R  | 1R  | 1R          | A           | 1R          | A   | A           | A           | A           | NC          | A   |    | 0 / 4   | 0 – 4   |
| US Open | 2R  | 1R  | 1R          | A           | A           | A   | A           | A           | A           | A           | A   |    | 0 / 3   | 1 – 3   |
| Jocs Olímpics | NC  | 1R  | No celebrat | No celebrat | No celebrat | A   | No celebrat | No celebrat | No celebrat | No celebrat | A   | NC | 0 / 1   | 0 – 1   |
| Total Victòries−Derrotes | 3−7 | 5−7 | 1−7         | 1−2         | 2−5         | 4−3 | 4−3         | 5−4         | 5−5         | 1−4         | 3−2 |    | 34 – 51 | 34 – 51 |
| Rànquing a final d'any | 197 | 221 | 484         | 497         | 301         | 125 | 148         | 165         | 146         | 133         | 292 |    |         |         |
| Llegenda: G: Guanyadora; F: Finalista; SF: Semifinalista; QF: Quarts de final; Q: Qualificació; A: Absent; RR: Round Robin; |     |     |             |             |             |     |             |             |             |             |     |    |         |         |

## Guardons
- WTA Newcomer of the Year (2013)
- WTA Player of the Year (2018)[26]
- ITF World Champion (2018)[27]
- WTA Fan Favorite (2017, 2018, 2019)[28]